# Abdel Wahab Abdullah Salih
Abdel Wahab Abdullah Salih  est un boxeur soudanais né en 1946 à Khartoum.

## Carrière
Abdel Wahab Abdullah Salih est médaillé d'argent dans la catégorie des poids moyens aux championnats d'Afrique de Lagos en 1966.
Aux Jeux olympiques d'été de 1968 à Mexico, il est éliminé au premier tour dans la catégorie des poids super-welters par le Ghanéen Prince Amartey.
Abdel Wahab Abdullah Salih est médaillé de bronze dans la catégorie des poids moyens aux championnats d'Afrique de Lusaka en 1968.
Il est le porte-drapeau de la délégation soudanaise aux Jeux olympiques d'été de 1972 à Munich, où il est éliminé au premier tour dans la catégorie des poids moyens par l'Est-Allemand Hans-Joachim Brauske (de).